# 최고 검색의 항변권
최고 검색의 항변권은 채권자가 보증인에게 채무이행을 요구할 때, 주채무자에게서 채무이행을 하도록 요구할 수 있는 권리를 말한다. 

## 예시
A가 B의 채무보증을 섰다. B에게 돈을 빌려준 C은행은 A에게 채무이행을 요구하자 A는 최고검색의항변권 사용, 먼저 B에게 채무이행을  요구할 수 있게된다. 채무이행할 최고검색의 항변은 연대보증의 경우 적용되지 않는다.